# Хуго од Бријена
Хју, гроф од Бријена и Лечеа (око 1240. — 9. августа 1296.) био је други син грофа Валтера IV од Бријена и грофице Марије Лизињан од Кипра.

## Живот
Његов отац, гроф од Јафе и Аскалона у Палестини, убијен је 1244. године, у Каиру, а наследио га је најстарији син Јован.
Након Јованове смрти (око 1260. године), гроф Хју је наследио округ Бријен у Француској и породичне претензије у јужној Италији, укључујући Кнежевину Тарент и округ Лече, који су били конфисковани 1205. године.
Претендовао је да постане намесник над Јерусалимским краљевством (и посредно на место у наслеђивању) 1264. године, као старији наследник Алисе од Јерусалима и Хуга I од Кипра, као син њихове најстарије ћерке, али га је Високи двор краљевства, пресудио у корист његовог рођака кнеза Хуга од Антиохије и после тога је мало учествовао у пословима Оутремара. Његов блиски рођак, кипарски краљ Хју II, умро је 1267. године, и упркос Хјуовим правима као старијег наследника, кнез Хју од Антиохије је крунисан као краљ Хуго III од Кипра. Када је син његовог другог рођака Конрадин, краљ Јерусалима, убијен 1268. године, наследство је поново прешло на његовог млађег рођака краља Хуга III.
Одлучивши да своје богатство потражи у Европи, а не у Оутремару, гроф Хју је ступио у службу краља Карла I Напуљског. Краљ Карло I га је поставио за генералног-капетана од Бриндизија, Отранта и Апулије и за лорда од Конверсана, а био је и ентузијастичан заговорник анжујске ствари у Италији. За ову службу враћен је округ Лече његовој породици. Заробљен је са краљем Карлом II Напуљским у бици код Напуљског залива 1284. године, и поново у бици Грофова 1287. године, оба пута у поморским биткама против Роџера од Лаурије. Једном од ових прилика је добио условну слободу остављајући свог јединог сина Валтера као таоца. Погинуо је на Сицилији, у бици код Гаљана, против каталонских Алмогавера, а наследио га је Валтер.
Године 1291. оженио се војвоткињом Хеленом Анђел Комнин, удовицом војводе Вилијама I де ла Роша, војводе од Атине, и намесницом њеног малолетног сина војводе Гаја II де ла Роша. Тако је постао Баили војводства Атине све док војвода Гај II није постао пунолетан 1296. године.

## Брак и деца
Хјуова прва жена била је Изабела де ла Рош, наследница Тебе. Имали су сина грофа Валтера V (умро 1311. године), који је наследио Хуга; и ћерку Агнезу, која се удала за грофа Џона од Жоањија. Гроф Хју и његова друга жена, грофица Хелена Анђел Комнин, имали су ћерку Јовану, која се удала за војводу Николу I Сануда од Наксоса.